# Samuraji
Samuraji su bili vojska plemićka vojnička kasta feudalnog Japana do revolucije 1868. godine. Nosili su daisho-dva mača tj. katana i wakizashi. Slijedili su put bushida. Morali su počiniti harakiri/samoubojstvo ako im je povrijeđena čast. Čast je bila centar života, koji im je bio posvećen obrani svog gospodara; bio to plemić, feudalac ili car osobno. Samuraj koji je izgubio gospodara ili koji ga nikada nije imao, a bio je samuraj zvao se ronin. Mnogi su ronini postali senseji (učitelji), banditi ili lutalice (komuso). Samuraji su jedini imali prezime i oružje.

## Oružja
- Yari: Japansko koplje
- Tanto: Kratki bodež
- Katana: Dugi samurajski mač
- Wakizashi: Kraći samurajski mač
- Naginata: Mješavina koplja i mača
- Tessen: Lepeza
- Yumi: Luk
- Teppo: japanska mušketa
- Tachi: Mač za konjanike

## Pojava samuraja
Prije Hiean razdoblja vojska Japana je uzimala za uzor kinesku a cijela je vojska bila pod izravnim zapovjedništvom cara. Svatko (osim robova) sposoban za borbu morao je ući u vojsku. Takvi su se vojnici zvali Sakimori (防人) što je značilo "branitelji". Oni su možda bili ratnici, ali nisu povezani sa samurajima. 
U Hiean razdoblju car Kammu je odlučio pokoriti sjeverni Honshu, no njegova vojska je trebala više discipline. Zato je car osmislio novu vrstu ratnika zvanu Seiitaishogun (征夷大将軍). Car je nove vojnike koristio i pobjeđivao. Iako su bili pismeni i učeni, smatrani su okrutnim divljacima. 
Tokom Hiean razdoblja, carska se vojska ipak razišla i car je počeo gubiti moć. Moćni klanovi oko Kyota postali su ministri i povisili poreze. Mnogi su seljaci bili prisiljeni napustiti domove. Okružni su klanovi dobivali moć manjim porezima i naoružali se za obranu od moćnijih klanova koji su željeli prikupiti poreze.
Samuraji su nastali od stražara carskog dvora i ratnika koje su unajmili klanovi da služe kao policija. Takvi su ratnici morali poboljšavati svoje borilačke vještine. Ubrzo su postali tip ratnika zvanih saburai (kasnije promijenjeno u samurai). Klanovi, udruženi da se obrane od moćnijih, su ubrzo osmislili karakterističan samurajski oklop i bušido.

## Pad samuraja
Članovi Meiji vlade odlučili su unaprijediti Japan i ubrzo se uspostavila nova vojska zapadnog stila. Meiji reforme su se počele provoditi krajem 19. st. i po njima samuraji više ne bi bili vladajuća klasa Japana. Mnogi su se samuraji dobrovoljno javili za pristup vojsci i postali časnici tako da je većina carske vojske bila sačinjena od samuraja. Kao takva nije imala problema pobijediti niz buna samuraja. Car je također pobijedio Sino-japanski rat (1894) i Rusko-japanski rat (1904). Samuraji su sve više prestajali ratovati jer su se zapošljavali kao reporteri, novinari, policajci itd. Kad je došao zakon o zabrani nošenja mačeva mnogi su se samuraji pobunili i okrenuli protiv cara. Car, koji je imao veću vatrenu moć, bez problema je porazio buntovne samuraje koji su uskoro prestali postojati.

## Kultura

#### Obrazovanje
Samuraji su morali znati čitati, pisati i znati nešto matematike. Također su mogli (ne nužno) imati interesa za ples, go, literaturu, poeziju i čaj.

#### Način života
Siromašni samuraji su radili dosta lakših poslova, ali nikada nisu radili teže poslove kao npr. poljoprivredne,a oni bogatiji su vladali nad trgovcima, seljacima itd. Samuraji su, ipak, bili vrlo poštovani u feudalnom Japanu i imali pravo ubiti osobu koja im se drsko obratila ili ih napala (iako su se tim pravom rijetko koristili). Većina samuraja su bili budističke ili šintoističke vjere te prihvaćali zen.

## Religija
Većina samuraja je bila budističke i šintoističke vjere, no postojali su i neki rimokatolički obraćenici, npr. Gracia.

## Samuraji
- Ono no Azumabito